# Камышанов, Виктор Иванович
Ви́ктор Ива́нович Камыша́нов (26 июня 1950, Ростов-на-Дону) — советский и российский политик и общественный деятель, президент Федерации мира и согласия (2007), член Союза журналистов России.

## Биография
После окончания Ростовского радиотехнического техникума и службы в Вооруженных Силах СССР в 1976 году окончил факультет международной журналистики Московского государственного института международных отношений МИД СССР (МГИМО).
С 1981 по 1987 год работал во Всемирной Федерации демократической молодёжи (Будапешт), являясь её вице-президентом.
В 1987—1989 годах — первый заместитель председателя Комитета молодёжных организаций СССР.
В 1989—1991 годах работал в Международном отделе ЦК КПСС.
С 1991 года — директор Центра международных программ, с 1995 года — вице-президент Фонда «Социальная экология»; В 1993—1996 годах — главный редактор журнала «Реформа» Международного фонда экономических и социальных реформ; с 1998 года — директор Московского представительства ЕSG Intelligent Reinsuranсе.
С 2000 года — заместитель председателя ФМС, в 2007 году избран президентом Федерации мира и согласия.
Ведёт научную, преподавательскую и информационную деятельность, является кандидатом политических наук, доцентом кафедры политологии и политического управления Российской академии государственной службы при Президенте РФ по международным связям, профессором Славянского университета Молдовы. Ему принадлежит авторство многочисленных монографий и научных статей по проблемам обеспечения мира и международной безопасности.
В сферу его научных интересов входят вопросы: современные политические процессы в мире и международные отношения; участие институтов гражданского общества в формировании международного сотрудничества; процессы интеграции и дезинтеграции в системе современных международных отношений.

## Членство в различных организациях
- член Союза журналистов России;
- член Научного совета при Совете безопасности Российской Федерации;
- член Российского общественного совета по международному сотрудничеству и публичной дипломатии 2012 при общественной палате Российской Федерации[2];
- член Правления Российской ассоциации политической науки;
- член Российского Пагуошского комитета при Президиуме РАН (с 2009 года);
- член Национального гражданского совета по международным делам;
- член Комитета по связям Конференции международных неправительственных организаций Совета Европы (с 2006 года).
- руководитель секции «Международное сотрудничество, гражданская дипломатия, миротворческое движение» Совета неправительственных организаций при Государственной Думе РФ (1993—2003);
- эксперт в состав официальной российской делегации на 65 сессии Генеральной Ассамблеи ООН (2009—2010).
- состоял членом Координационного совета Общественно-политического объединения «Моё Отечество» (1995)[3].

## Награды, премии и звания
Награждён орденом Дружбы, медалью «За трудовую доблесть», рядом общественных наград, в том числе орденом «Святого Князя Александра Невского» и орденом «Миротворец» (Всемирный благотворительный альянс «Миротворец»).
Удостоен знака «Совет Безопасности Российской Федерации» за активную работу в Секции по глобальным проблемам и международной безопасности Научного совета при Совете Безопасности Российской Федерации в 2011 году.

## Семья
Живёт и работает в Москве. Женат, супруга — Камышанова Ирина Николаевна, дочери Марина и Екатерина.